# Treriksrøysa

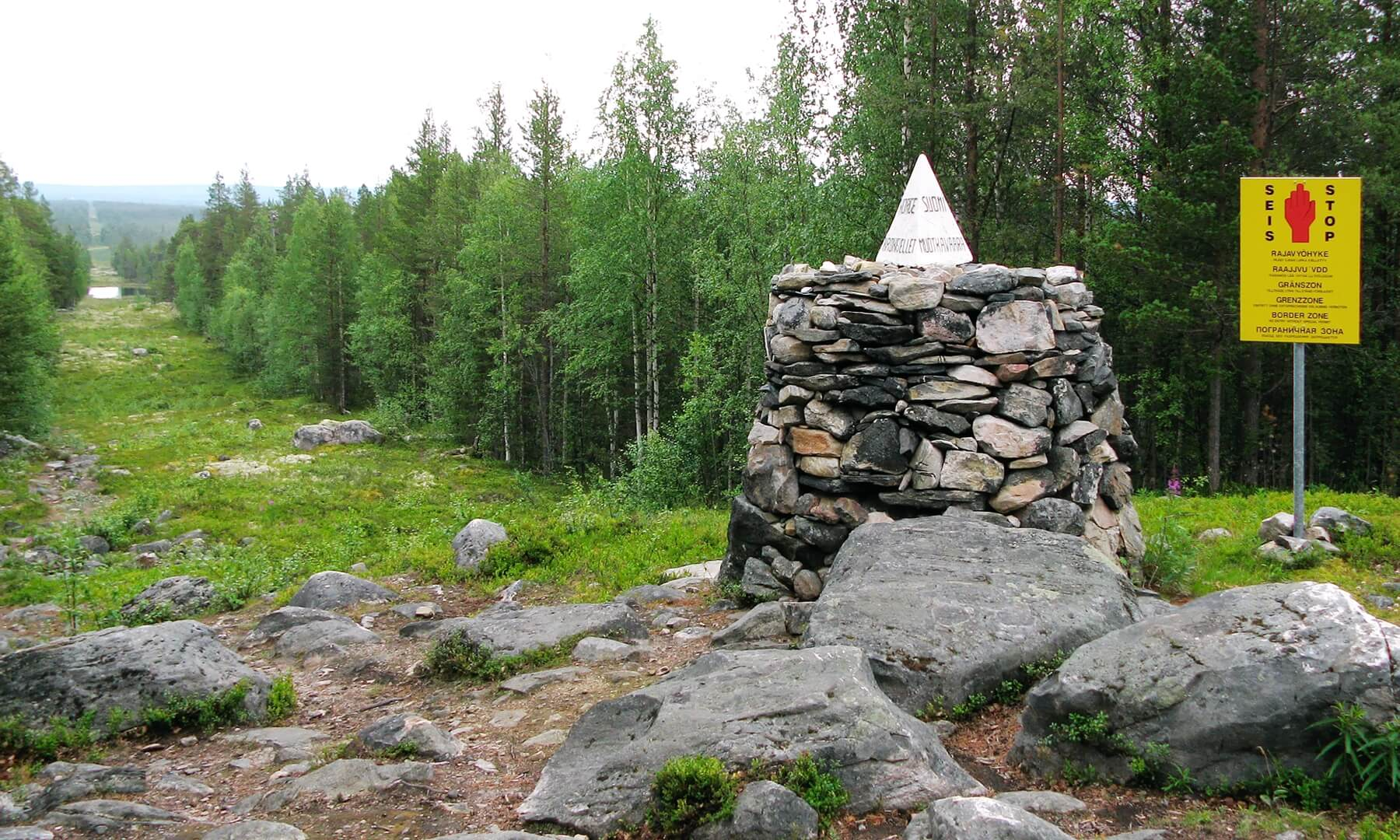
Treriksrøysa

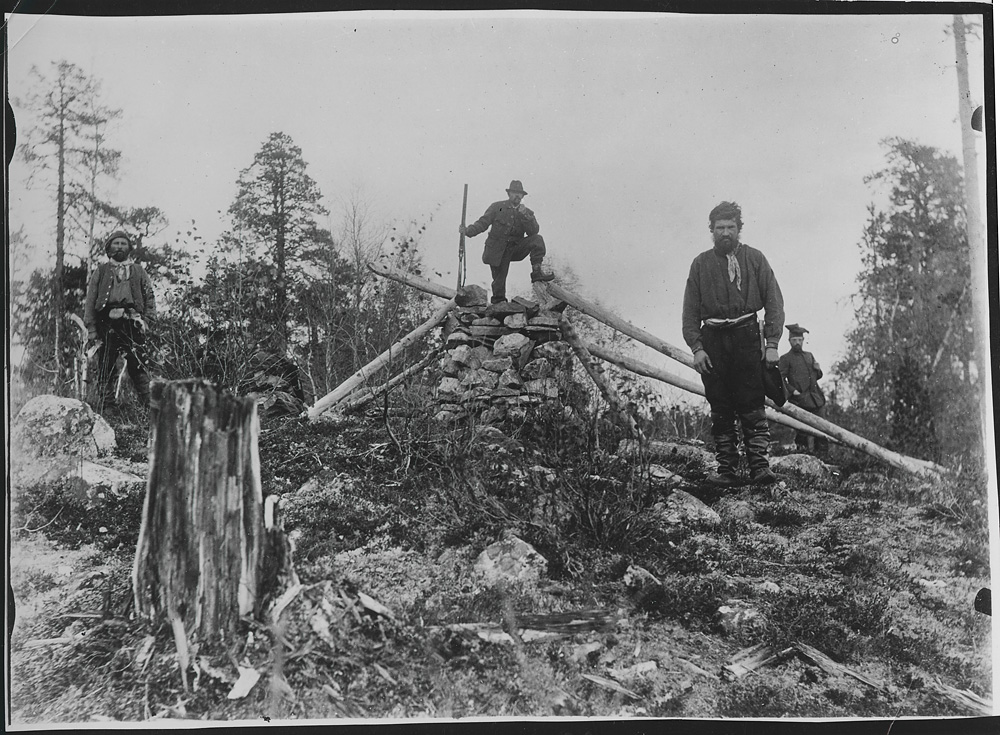
Historická fotografie z místa

Treriksrøysa (v překladu z norštiny mohyla tří zemí) je kamenná mohyla (mužik) stojící přímo na trojmezí Norska, Finska a Ruska. Nachází se na úpatí kopce Krokfjellet (finsky Muotkavaara), v blízkosti údolí Pasvikdalen. Treriksrøysa je unikátní tím, že se nachází na jediném místě v Evropě, kde se setkávají tři různá časová pásma (středoevropské, východoevropské a moskevské).
Treriksrøysa je turistickým cílem. Legálně se k ní lze dostat jen z Norska, odkud vede i turistická trasa, protože Rusko i Finsko udržují hraniční pásma a přiblížit se takto blízko k hranici veřejnosti neumožňují. Místo je střeženo norskými vojáky, kteří dohlížejí, aby zde nedocházelo k nepovolenému překračování hranic.